# Adam Lallana
Adam Lallana, né le 10 mai 1988 à St Albans, dans le Hertfordshire, en Angleterre, est un footballeur international anglais qui évolue au poste de milieu offensif.

## Biographie

### Jeunesse
Après une formation de footballeur à Southampton où il participe à la FA Youth Cup en 2004-2005 et en 2005-2006, Adam Lallana rejoint l'équipe première du club au début de la saison 2006-2007.

### Carrière professionnelle

#### Southampton (2006-2014)
Il joue son premier match professionnel le 23 août 2006 en Carling Cup (victoire 5-2 contre Yeovil Town).
Le 11 janvier 2011, il prolonge son contrat à Southampton et s'engage avec le club jusqu'en 2015.

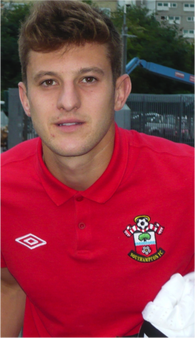
Lallana avant un match contre Manchester United en 2012.

Lallana inscrit son premier but en Premier League le 20 octobre 2012, contre West Ham United. Titulaire, il ne peut empêcher la défaite de son équipe (4-1 score final).

#### Liverpool (2014-2020)

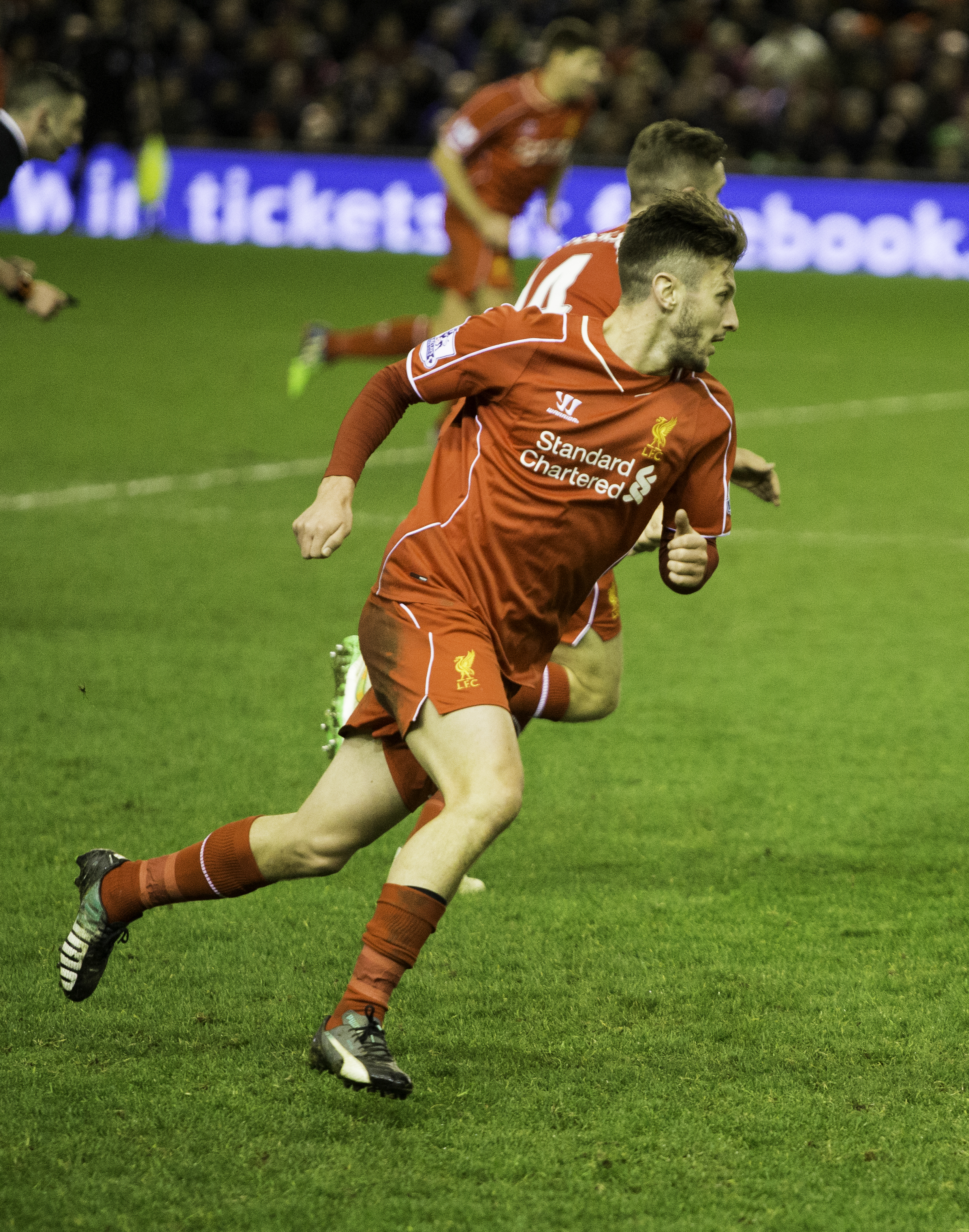
Lallana avec Liverpool contre Arsenal en 2014.

Remarqué lors de sa précédente saison à Southampton puis à la Coupe du monde, Lallana est sujet à l'intérêt de nombreux clubs de Premier League. Le 1er juillet 2014, il s'engage pour un « contrat longue durée » en faveur de Liverpool,.
Les choses se compliquent dès son arrivée. En effet, il se blesse au mois de juillet, lors des rencontres de pré-saison à Boston et abandonne les terrains pendant six semaines. Lallana fait ses débuts en septembre, remplaçant l'ailier Raheem Sterling durant une défaite à domicile face à Aston Villa. Il attend la mi-octobre afin d'inscrire son premier but pour les Reds, ouvrant le score pour une victoire contre West Bromwich. Le milieu offensif passe les mois d'octobre et novembre la plupart du temps sur le banc, étant plus utilisé comme un remplaçant de luxe. Le mois de décembre sonne le réveil de l'Anglais qui marque trois buts dont un doublé contre les Gallois de Swansea. En 2015, Lallana marque le but gagnant en février lors d'un match de Cup face à Crystal Palace. Après un début de saison compliqué, Lallana obtient peu à peu du temps de jeu et prend part à 41 matches pour 6 buts.
À la suite de sa bonne année 2016, Lallana est nommé « Joueur anglais de l'année » en janvier 2017 par la FA, devançant Jamie Vardy et Wayne Rooney.
Le 20 octobre 2019, Lallana marque un but contre Manchester United permettant aux Reds d'arracher un nul 1-1 à Old Trafford et de demeurer invaincus en Premier League tandis que le milieu inscrit sa première réalisation en championnat depuis mai 2017.
Lallana est sacré champion d'Angleterre avec Liverpool lors de la saison 2019-2020. En fin de contrat à l'issue de celle-ci, il est un temps annoncé du côté de Leicester City où il retrouverait son ancien coach Brendan Rodgers mais en juillet 2020 c'est à Brighton & Hove Albion qu'il semble proche de s'engager.

#### Brighton & Hove Albion (depuis 2020-2024)
Le 27 juillet 2020, Adam Lallana rejoint librement Brighton & Hove Albion où il signe un contrat de trois ans. 
Il joue son premier match pour Brighton le 14 septembre 2020, lors de la première journée de la saison 2020-2021, face au Chelsea FC. Il est titularisé mais doit sortir sur blessure à la mi-temps, remplacé par Aaron Connolly. Son équipe s'incline par trois buts à un ce jour-là. Il inscrit son premier but pour Brighton le 6 mars 2021 contre Leicester City. Il ouvre le score sur un service de Neal Maupay ce jour-là mais son équipe s'incline tout de même par deux buts à un.
Alors que son contrat arrive à son terme en juin 2023, Lallana prolonge finalement avec Brighton le 13 mars 2023, le liant au club pour une saison supplémentaire, soit jusqu'en juin 2024. 

### Retour à Southampton
Lors de l'été 2024, Adam Lallana fait son retour dans son club formateur, le Southampton FC, qu'il rejoint librement à la fin de son contrat avec Brighton. Le transfert est annoncé le 14 juin 2024 et il signe un contrat d'un an,.

### Équipe nationale
Le 7 novembre 2013, à la suite de l'excellent début de saison de son club de Southampton, il est appelé en sélection par Roy Hodgson pour affronter le Chili et l'Allemagne en match amical. Le 15 novembre, pour sa première cape, il est titulaire contre les Sud-Américains (défaite 0-2) et remplacé à la 77e minute par Ross Barkley. 
Il est sélectionné par Roy Hodgson pour participer à la Coupe du monde 2014 au Brésil où il joue tous les matchs des Three Lions mais malheureusement l'Angleterre sera éliminée au premier tour.
Le 16 mai 2016, il est convoqué en équipe d'Angleterre par le sélectionneur Roy Hodgson pour faire partie de l'effectif provisionnel de l'Euro 2016. Lallana est retenu dans la liste finale des 23 qui disputent le tournoi en France. Il joue les trois matchs de son équipe durant la phase de groupe, tous en tant que titulaire, mais ne joue pas le huitième de finale où l'Angleterre est éliminée par l'Islande (1-2).
Lallana inscrit son premier but en sélection le 4 septembre 2016, en donnant la victoire aux siens contre la Slovaquie (0-1).

### Style de jeu
Adam Lallana est un joueur doué techniquement. Bon dribbleur, le milieu offensif perce aisément les défenses adverses. Doté d'une belle qualité de passe, il se mue régulièrement passeur pour ses coéquipiers. Néanmoins, Lallana n'en reste pas moins efficace devant le but, même s'il ne possède pas la finition d'un attaquant de métier. Élégant balle au pied, l'Anglais se démarque par son calme et sa générosité sur le terrain, n'hésitant pas à participer à l'effort défensif. Sa maturité lui a permis d'être nommé capitaine à la fin de ses années à Southampton, malgré son jeune âge.
Il est capable d'accomplir de beaux gestes techniques et associe cette qualité-là au collectif de l'équipe. Lallana est à l'aise avec le ballon et ses dribbles fréquents permettent souvent de libérer des espaces pour ses attaquants. Selon son ancien entraîneur de Southampton, Mauricio Pochettino, il est « spécial et unique », ayant « les qualités d’un Iniesta, Xavi, ou Fàbregas. »

## Vie personnelle
Dans son enfance il était un supporter de l'Everton FC, tout comme son père. Ses grands-parents paternels viennent d’Espagne, plus précisément de Madrid.

## Statistiques

### Statistiques détaillées
| Saison                | Club                   | Championnat           | Championnat | Championnat | Championnat | Coupe nationale | Coupe nationale | Coupe nationale | Coupe de la Ligue | Coupe de la Ligue | Coupe de la Ligue | Supercoupe | Supercoupe | Supercoupe | Compétition(s) continentale(s) | Compétition(s) continentale(s) | Compétition(s) continentale(s) | Compétition(s) continentale(s) | Football League Trophy | Football League Trophy | Football League Trophy | Coupe du monde des clubs | Coupe du monde des clubs | Coupe du monde des clubs | Angleterre | Angleterre | Angleterre | Total | Total | Total |
| Saison                | Club                   | Division              | M.          | B.          | P.d.        | M.              | B.              | P.d.            | M.                | B.                | P.d.              | M.         | B.         | P.d.       | Comp.                          | M.                             | B.                             | P.d.                           | M.                     | B.                     | P.d.                   | M.                       | B.                       | P.d.                     | M.         | B.         | P.d.       | M.    | B.    | P.d.  |
| 2007-2008             | Bournemouth (prêt)     | League One            | 3           | 0           | 0           | -               | -               | -               | -                 | -                 | -                 | -          | -          | -          | -                              | -                              | -                              | -                              | 1                      | 0                      | 0                      | -                        | -                        | -                        | -          | -          | -          | 4     | 0     | 0     |
| Sous-total            | Sous-total             | Sous-total            | 3           | 0           | 0           | -               | -               | -               | -                 | -                 | -                 | -          | -          | -          | -                              | -                              | -                              | -                              | 1                      | 0                      | 0                      | -                        | -                        | -                        | -          | -          | -          | 4     | 0     | 0     |
| 2006-2007             | Southampton FC         | Championship          | 1           | 0           | 0           | -               | -               | -               | 1                 | 0                 | 0                 | -          | -          | -          | -                              | -                              | -                              | -                              | -                      | -                      | -                      | -                        | -                        | -                        | -          | -          | -          | 2     | 0     | 0     |
| 2007-2008             | Southampton FC         | Championship          | 5           | 1           | 0           | -               | -               | -               | -                 | -                 | -                 | -          | -          | -          | -                              | -                              | -                              | -                              | -                      | -                      | -                      | -                        | -                        | -                        | -          | -          | -          | 5     | 1     | 0     |
| 2008-2009             | Southampton FC         | Championship          | 40          | 1           | 3           | -               | -               | -               | 3                 | 1                 | 0                 | -          | -          | -          | -                              | -                              | -                              | -                              | -                      | -                      | -                      | -                        | -                        | -                        | -          | -          | -          | 43    | 2     | 3     |
| 2009-2010             | Southampton FC         | League One            | 44          | 15          | 3           | 5               | 1               | 1               | 2                 | 2                 | 0                 | -          | -          | -          | -                              | -                              | -                              | -                              | 5                      | 2                      | 1                      | -                        | -                        | -                        | -          | -          | -          | 56    | 20    | 5     |
| 2010-2011             | Southampton FC         | League One            | 36          | 8           | 11          | 3               | 2               | 2               | 2                 | 1                 | 0                 | -          | -          | -          | -                              | -                              | -                              | -                              | -                      | -                      | -                      | -                        | -                        | -                        | -          | -          | -          | 41    | 11    | 13    |
| 2011-2012             | Southampton FC         | Championship          | 41          | 11          | 10          | 2               | 1               | 0               | 3                 | 1                 | 1                 | -          | -          | -          | -                              | -                              | -                              | -                              | -                      | -                      | -                      | -                        | -                        | -                        | -          | -          | -          | 46    | 13    | 11    |
| 2012-2013             | Southampton FC         | Premier League        | 30          | 4           | 5           | -               | -               | -               | -                 | -                 | -                 | -          | -          | -          | -                              | -                              | -                              | -                              | -                      | -                      | -                      | -                        | -                        | -                        | -          | -          | -          | 30    | 4     | 5     |
| 2013-2014             | Southampton FC         | Premier League        | 38          | 9           | 6           | 3               | 1               | 0               | 2                 | 0                 | 1                 | -          | -          | -          | -                              | -                              | -                              | -                              | -                      | -                      | -                      | -                        | -                        | -                        | 9          | 0          | 1          | 52    | 10    | 8     |
| Sous-total            | Sous-total             | Sous-total            | 235         | 48          | 38          | 13              | 5               | 3               | 12                | 5                 | 1                 | -          | -          | -          | -                              | -                              | -                              | -                              | 5                      | 2                      | 1                      | -                        | -                        | -                        | 9          | 0          | 1          | 274   | 60    | 44    |
| 2014-2015             | Liverpool FC           | Premier League        | 27          | 5           | 3           | 4               | 1               | 0               | 4                 | 0                 | 1                 | -          | -          | -          | C1                             | 6                              | 0                              | 0                              | -                      | -                      | -                      | -                        | -                        | -                        | 8          | 0          | 3          | 49    | 6     | 7     |
| 2015-2016             | Liverpool FC           | Premier League        | 30          | 4           | 6           | -               | -               | -               | 6                 | 0                 | 1                 | -          | -          | -          | C3                             | 13                             | 3                              | 1                              | -                      | -                      | -                      | -                        | -                        | -                        | 9          | 0          | 0          | 58    | 7     | 8     |
| 2016-2017             | Liverpool FC           | Premier League        | 31          | 8           | 7           | 1               | 0               | 0               | 3                 | 0                 | 0                 | -          | -          | -          | -                              | -                              | -                              | -                              | -                      | -                      | -                      | -                        | -                        | -                        | 7          | 3          | 0          | 42    | 11    | 7     |
| 2017-2018             | Liverpool FC           | Premier League        | 12          | 0           | 0           | 1               | 0               | 1               | -                 | -                 | -                 | -          | -          | -          | C1                             | 2                              | 0                              | 0                              | -                      | -                      | -                      | -                        | -                        | -                        | 1          | 0          | 0          | 16    | 0     | 1     |
| 2018-2019             | Liverpool FC           | Premier League        | 13          | 0           | 0           | -               | -               | -               | -                 | -                 | -                 | -          | -          | -          | C1                             | 3                              | 0                              | 0                              | -                      | -                      | -                      | -                        | -                        | -                        | -          | -          | -          | 16    | 0     | 0     |
| 2019-2020             | Liverpool FC           | Premier League        | 15          | 1           | 1           | 2               | 0               | 0               | 2                 | 0                 | 1                 | 1          | 0          | 0          | C1                             | 0                              | 0                              | 0                              | -                      | -                      | -                      | 2                        | 0                        | 0                        | -          | -          | -          | 22    | 1     | 2     |
| Sous-total            | Sous-total             | Sous-total            | 123         | 18          | 17          | 8               | 1               | 1               | 15                | 0                 | 3                 | 1          | 0          | 0          | -                              | 24                             | 3                              | 1                              | -                      | -                      | -                      | 2                        | 0                        | 0                        | 25         | 3          | 3          | 198   | 25    | 25    |
| 2020-2021             | Brighton & Hove Albion | Premier League        | 30          | 1           | 1           | 1               | 0               | 0               | 0                 | 0                 | 0                 | -          | -          | -          | -                              | -                              | -                              | -                              | -                      | -                      | -                      | -                        | -                        | -                        | -          | -          | -          | 31    | 1     | 1     |
| 2021-2022             | Brighton & Hove Albion | Premier League        | 24          | 0           | 0           | 1               | 0               | 0               | -                 | -                 | -                 | -          | -          | -          | -                              | -                              | -                              | -                              | -                      | -                      | -                      | -                        | -                        | -                        | -          | -          | -          | 25    | 0     | 0     |
| 2022-2023             | Brighton & Hove Albion | Premier League        | 16          | 2           | 2           | 1               | 1               | 0               | 1                 | 0                 | 0                 | -          | -          | -          | -                              | -                              | -                              | -                              | 1                      | 0                      | 0                      | -                        | -                        | -                        | -          | -          | -          | 19    | 3     | 2     |
| 2023-2024             | Brighton & Hove Albion | Premier League        | 21          | 0           | 1           | 1               | 0               | 0               | 1                 | 0                 | 0                 | -          | -          | -          | C3                             | 2                              | 0                              | 0                              | -                      | -                      | -                      | -                        | -                        | -                        | -          | -          | -          | 25    | 0     | 1     |
| Sous-total            | Sous-total             | Sous-total            | 91          | 3           | 4           | 4               | 0               | 0               | 2                 | 0                 | 0                 | -          | -          | -          | -                              | 3                              | 0                              | 0                              | -                      | -                      | -                      | -                        | -                        | -                        | -          | -          | -          | 100   | 3     | 4     |
| 2024-2025             | Southampton FC         | Premier League        | 2           | 0           | 0           | 0               | 0               | 0               | 2                 | 0                 | 1                 | -          | -          | -          | -                              | -                              | -                              | -                              | -                      | -                      | -                      | -                        | -                        | -                        | 0          | 0          | 0          | 4     | 0     | 1     |
| Sous-total            | Sous-total             | Sous-total            | 2           | 0           | 0           | 0               | 0               | 0               | 2                 | 0                 | 1                 | -          | -          | -          | -                              | -                              | -                              | -                              | 0                      | 0                      | 0                      | -                        | -                        | -                        | 0          | 0          | 9          | 4     | 0     | 10    |
| Total sur la carrière | Total sur la carrière  | Total sur la carrière | 454         | 69          | 62          | 25              | 6               | 4               | 31                | 5                 | 5                 | 1          | 0          | 0          | -                              | 26                             | 3                              | 1                              | 6                      | 2                      | 1                      | 2                        | 0                        | 0                        | 34         | 3          | 4          | 579   | 88    | 77    |

### Buts internationaux
| Liste des buts en sélection de Adam Lallana | Liste des buts en sélection de Adam Lallana | Liste des buts en sélection de Adam Lallana | Liste des buts en sélection de Adam Lallana  | Liste des buts en sélection de Adam Lallana | Liste des buts en sélection de Adam Lallana | Liste des buts en sélection de Adam Lallana | Liste des buts en sélection de Adam Lallana | Liste des buts en sélection de Adam Lallana | Liste des buts en sélection de Adam Lallana |
| 0                                           | Date                                        | Sélection                                   | Lieu                                         | Score                                       | Résultat                                    | Adversaire                                  | Compétition                                 | Détail                                      | Détail                                      |
| ------------------------------------------- | ------------------------------------------- | ------------------------------------------- | -------------------------------------------- | ------------------------------------------- | ------------------------------------------- | ------------------------------------------- | ------------------------------------------- | ------------------------------------------- | ------------------------------------------- |
| 1                                           | 4 septembre 2016                            | 27                                          | Stade Antona Malatinského, Trnava, Slovaquie | 0-1                                         | 0-1                                         | Slovaquie                                   | Éliminatoires Coupe du monde 2018           | 90+5e                                       | Du pied gauche                              |
| 2                                           | 11 novembre 2016                            | 28                                          | Wembley Stadium, Wembley, Angleterre         | 2-0                                         | 3-0                                         | Écosse                                      | Éliminatoires Coupe du monde 2018           | 50e                                         | De la tête                                  |
| 3                                           | 15 novembre 2016                            | 29                                          | Wembley Stadium, Wembley, Angleterre         | 1-0                                         | 2-2                                         | Espagne                                     | Match amical                                | 9e                                          | Penalty                                     |

## Palmarès
|  |  | Southampton FC - Championship - Vice-champion : 2012 - Football League Trophy - Vainqueur : 2010 |  | Liverpool FC - Premier League - Champion : 2020 - Vice-champion : 2019 - Coupe de la Ligue anglaise - Finaliste : 2016 - Ligue Europa - Finaliste : 2016 - Ligue des champions - Vainqueur : 2019 - Finaliste : 2018 - Supercoupe d’Europe : - Vainqueur : 2019 - Coupe du monde des clubs de la FIFA - Vainqueur : 2019 |

### Distinctions personnelles
- Membre de l'équipe type de Football League Championship en 2012.
- Membre de l'équipe type de Premier League en 2014.
- Joueur anglais de l'année en 2016.